# Sozusa despecta
Sozusa despecta là một loài bướm đêm thuộc phân họ Arctiinae, họ Erebidae.